# Aleksandr Ivanovič Alekseev
Aleksandr Ivanovič Alekseev (in russo Александр Иванович Алексеев?; Governatorato di Kostroma, 14 agosto 1913 – Mosca, 19 giugno 2001) è stato un agente segreto e diplomatico sovietico.
Il suo arrivo all'Avana il 1º ottobre 1959 inaugurò una nuova era nelle relazioni Cuba-Unione Sovietica. Alekseev fu successivamente nominato ambasciatore sovietico a Cuba e giocò un ruolo fondamentale nell'allentamento delle tensioni durante la crisi missilistica del 1962.